# Хозинер, Филипп
Фили́пп Хо́зинер (нем. Philipp Hosiner; род. 15 мая 1989[…], Айзенштадт) — австрийский футболист, нападающий клуба «Киккерс» (Оффенбах). Выступал за сборную Австрии.

## Карьера

### Клубная
Филипп Хозинер — воспитанник клуба «Бургенланд». В 2006 году оказался в системе подготовки немецкого клуба «Мюнхен 1860». Сезон 2008/09 форвард отыграл за вторую команду клуба в Регионаллиге. За основной состав «Мюнхена 1860» Хозинер ни одного матча не сыграл и в 2009 году перешёл в клуб Третьей лиги «Зандхаузен».
Впервые сыграл за новую команду 29 июля 2009 года в матче против клуба «Карл Цейсс». Всего за сезон, проведённый в «Зандхаузене», нападающий сыграл 20 матчей и забил 1 гол (с передачи Режиса Дорна 21 ноября 2009 года в ворота дубля «Вердера»).
Летом 2010 года Филипп Хозинер вернулся в Австрию, став игроком «Фёрста». На 32-й минуте своего дебютного матча форвард сделал голевой пас на Раде Джокича, а полчаса спустя и сам дальним ударом поразил ворота «Лустенау 07». Всего Хозинер забил за столичный клуб 13 мячей в 33 матчах чемпионата и по окончании сезона пополнил ряды клуба Австрийской Бундеслиги «Адмира Ваккер Мёдлинг».
Матч с «Капфенбергом», сыгранный 23 июля 2011 года, стал первым для нападающего в сильнейшей лиге Австрии.
6 августа 2011 года в матче Кубка Австрии против «Форвертс» (Штайр) Филипп Хозинер забил 4 гола, а 28 августа сделал хет-трик в ворота венской «Аустрии» в матче чемпионата страны.
По итогам сезона на счету форварда оказалось 14 забитых голов в 35 матчах чемпионата и кубка. В 6 первых матчах следующего чемпионата форвард забил 5 мячей и 31 августа 2012 года перешёл в «Аустрию».
Дебютировал за столичный клуб 1 сентября 2012 года в матче с «Винер-Нойштадтом», заменив на 50-й минуте встречи Марко Станковича. В следующем матче за «Аустрию» Хозинер забил два гола в ворота «Маттерсбурга».
22 июня 2014 года перешёл в «Ренн». 22 июня 2015 года Хозинер отправился в аренду на один сезон в «Кёльн».
В июне 2016 года Хозинер перешёл в берлинский «Унион».
В июле 2018 года Хозинер вернулся в Австрию, подписав трёхлетний контракт с клубом «Штурм».

### В сборной
Филипп Хозинер выступал за юношескую сборную Австрии (до 19 лет). Дебютировал в первой сборной 7 октября 2011 года в отборочном матче к чемпионату Европы 2012 против команды Азербайджана, заменив за две минуты до конца встречи Марка Янко. 22 марта 2013 года нападающий забил два мяча в ворота сборной Фарер.

## Статистика
| Клуб                             | Сезон   | Национальный чемпионат | Национальный чемпионат | Национальный чемпионат | Национальные кубки | Национальные кубки | Континентальные кубки | Континентальные кубки | Всего | Всего |
| Клуб                             | Сезон   | Лига                   | Игры                   | Голы                   | Игры               | Голы               | Игры                  | Голы                  | Игры  | Голы  |
| -------------------------------- | ------- | ---------------------- | ---------------------- | ---------------------- | ------------------ | ------------------ | --------------------- | --------------------- | ----- | ----- |
| Зандхаузен                       | 2009/10 | Третья лига            | 20                     | 1                      | 0                  | 0                  | 0                     | 0                     | 20    | 1     |
| Всего за «Зандхаузен»            |         |                        | 20                     | 1                      | 0                  | 0                  | 0                     | 0                     | 20    | 1     |
| Фёрст (Вена)                     | 2010/11 | Первая лига            | 33                     | 13                     | 2                  | 1                  | 0                     | 0                     | 35    | 14    |
| Всего за «Фёрст» (Вена)          |         |                        | 33                     | 13                     | 2                  | 1                  | 0                     | 0                     | 35    | 14    |
| Адмира Ваккер Мёдлинг            | 2011/12 | Бундеслига             | 32                     | 10                     | 3                  | 4                  | 0                     | 0                     | 35    | 14    |
| Адмира Ваккер Мёдлинг            | 2012/13 | Бундеслига             | 6                      | 5                      | 1                  | 2                  | 4                     | 2                     | 11    | 9     |
| Всего за «Адмира Ваккер Мёдлинг» |         |                        | 38                     | 15                     | 4                  | 6                  | 4                     | 2                     | 46    | 23    |
| Аустрия (Вена)                   | 2012/13 | Бундеслига             | 22                     | 22                     | 2                  | 1                  | 0                     | 0                     | 24    | 23    |
| Всего за «Аустрию» (Вена)        |         |                        | 22                     | 22                     | 2                  | 1                  | 0                     | 0                     | 24    | 23    |
| Всего                            |         |                        | 113                    | 51                     | 8                  | 8                  | 4                     | 2                     | 125   | 61    |

| Матчи Хозинера за сборную Австрии | Матчи Хозинера за сборную Австрии | Матчи Хозинера за сборную Австрии | Матчи Хозинера за сборную Австрии | Матчи Хозинера за сборную Австрии | Матчи Хозинера за сборную Австрии | Матчи Хозинера за сборную Австрии |
| --------------------------------- | --------------------------------- | --------------------------------- | --------------------------------- | --------------------------------- | --------------------------------- | --------------------------------- |
| №                                 | Дата                              | Оппонент                          | Счёт                              | Голы Хозинера                     | Соревнование                      |                                   |
| 1                                 | 7 октября 2011                    | Азербайджан                       | 4:1                               | -                                 | Отборочный матч ЧЕ—2012           |                                   |
| 2                                 | 22 марта 2013                     | Фарерские острова                 | 6:0                               | 2                                 | Отборочный матч ЧМ—2014           |                                   |
| 3                                 | 26 марта 2013                     | Ирландия                          | 2:2                               | -                                 | Отборочный матч ЧМ—2014           |                                   |
| 4                                 | 14 августа 2013                   | Греция                            | 0:2                               | -                                 | Товарищеский матч                 |                                   |
| 5                                 | 15 октября 2013                   | Фарерские острова                 | 3:0                               | -                                 | Отборочный матч ЧМ—2014           |                                   |